# 이종현 (가수)
이종현(李宗泫, 1990년 5월 15일 ~ )는 대한민국의 前 배우이자 씨엔블루의 멤버였다. 중학생 때, 유도부에 속해 있었으며, 금메달도 땄었다고 한다.

## 학력
- 송도초등학교 (졸업)
- 송도중학교 (졸업)
- 서울공연예술고등학교 (졸업)
- 경희사이버대학교

## 활동
- 씨엔블루(CNBLUE)의 멤버였으며, 서브보컬과 기타를 맡았다. 2010년 1월 14일 음반 발매 및 쇼케이스를 시작으로 한국에서의 가수 활동을 시작하였다.
- 이종현은 씨엔블루의 일부 곡을 작사작곡을 하며 음악 활동을 하였다. 그외 오렌지 마말레이드 또는 그남자오수같은 드라마에서 주연으로 연기했다.

## 발매 앨범
- 2010년 《어쿠스틱 OST Part. 2》 - "High Fly" (강민혁과 함께)
- 2012년 SBS 드라마 《신사의 품격 OST Part 5》 - "내 사랑아 "

### 작사 및 작곡
| 발매 연도  | 음반 목록                                                         | 곡명                          |
| ---------- | ----------------------------------------------------------------- | ----------------------------- |
| 2009.11.25 | 일본 인디즈 미니 2집 《Voice》                                    | "Never Too Late" 작곡         |
| 2010.3.20  | 일본 인디즈 정규 1집 《ThankU》                                   | "a.ri.ga.tou" 작곡            |
| 2010.6.23  | 일본 인디즈 싱글 1집 《The Way》                                  | "Eclipse" 작곡                |
| 2010.9.15  | 일본 인디즈 싱글 2집 《I don't know why》                         | "Lie" 작곡                    |
| 2011.1.9   | 일본 인디즈 싱글 3집 《RE-MAINTENANCE》                           | "Kimio" 작곡                  |
| 2011.3.21  | 한국 정규앨범 1집 《First Step》                                  | "사랑은 비를 타고" 작곡       |
| 2011.3.21  | 한국 정규앨범 1집 《First Step》                                  | "Lie" 작곡                    |
| 2011.3.21  | 한국 정규앨범 1집 《First Step》                                  | "Wanna Be Like U" 작사        |
| 2011.3.21  | 한국 정규앨범 1집 《First Step》                                  | "고마워요" 작곡 및 작사       |
| 2011.4.26  | 한국 정규앨범 1집 리패키지 《FIRST STEP +1(PLUS ONE) THANK YOU 》 | "그래요" 작사 및 작곡         |
| 2011.9.1   | 일본 인디즈 정규 2집 《392(Thank you too(much))》                 | "Illusion" 작곡 및 작사       |
| 2011.9.1   | 일본 인디즈 정규 2집 《392(Thank you too(much))》                 | "Coward" 작곡 및 편곡         |
| 2011.10.19 | 일본 메이저 싱글 1집 《In My Head》                               | "Rain of Blessing" 작곡       |
| 2012.2.1   | 일본 메이저 싱글 2집 《Where you are》                            | "Get Away" 작곡               |
| 2012.8.1   | 일본 메이저 싱글 3집 《Come On》                                  | "Come On" 작곡                |
| 2012.8.1   | 일본 메이저 싱글 3집 《Come On》                                  | "My Miracle" 작곡             |
| 2012.8.1   | 일본 메이저 싱글 3집 《Come On》                                  | "Come On(Inst.)" 작곡         |
| 2012.8.29  | 일본 메이저 정규 1집 《CODE NAME BLUE》                           | "No more" 작곡                |
| 2012.8.29  | 일본 메이저 정규 1집 《CODE NAME BLUE》                           | "These Days" 작곡             |
| 2012.12.19 | 일본 메이저 싱글 4집 《Robot》                                    | "Starlit Night" 작사 및 작곡  |
| 2013.1.14  | 한국 미니4집 《Re:BLUE》                                          | "나 그대보다" 작곡            |
| 2013.4.24  | 일본 메이저 싱글 5집 《Blind Love》                               | "Blind Love" 작사 및 작곡     |
| 2013.4.24  | 일본 메이저 싱글 5집 《Blind Love》                               | "With Your Eyes" 작사 및 작곡 |
| 2013.4.24  | 일본 메이저 싱글 5집 《Blind Love》                               | "Blind Love(Inst.)" 작곡      |

## 음반 외 활동

### 영화/드라마
- 2010년 《어쿠스틱》 - EP2.빵가게 습격사건 - 성원 역
- 2012년 SBS 《신사의 품격》 - 콜린 역
- 2013년 KBS 《KBS 드라마 스페셜 연작 시리즈 - 사춘기 메들리》 - 양영웅 역
- 2015년 KBS 《오렌지 마말레이드》 - 한시후 역
- 2017년 웹드라마 《마이 온리 러브송》 - 온달 역
- 2017년 KBS 《란제리 소녀시대》 - 주영춘 역
- 2017년 MBC 《미스터리 음악쇼 복면가왕》 - 다 같이 돌자 큐브한바퀴 <참가자>
- 2018년 OCN 《그남자 오수》 - 오수 역

### 광고
- 2010년~2011년 교복 - 스쿨룩스
- 2010년~2011년 화장품 - 홀리카홀리카
- 2010년 의류 - NII
- 2010년 휴대폰 - 소니에릭슨 엑스페리아 X10 mini
- 2011년, 2012년, 2013년 패션 - 뱅뱅
- 2012년 Health & Beauty - CJ 올리브영
- 2012년 외식 - T.G.I.프라이데이스
- 2012년 태블릿PC - 삼성 갤럭시노트 10.1
- 2013년 스포츠 - 프로스펙스

## 수상
- 2012년 《SBS 연기대상》 - 뉴스타상 (신사의 품격)
- 2013년 《제22회 하이원 서울가요대상》 - OST상 (내 사랑아)